# Onegai Twins
Onegai Twins (おねがい☆ツインズ, Onegai Tsuinzu) és una sèrie d'anime que narra la història de tres estudiants orfes que, descobreixen que existeix la possibilitat que dues d'ells siguen germans bessons, sense saber quin d'ells són, d'aquesta manera, comencen a viure junts per a així poder descobrir la veritat.
Onegai Twins està situada en el mateix univers i espai geogràfic, amb uns anys de diferència que Onegai Teacher, però no és una seqüela, sinó més aviat una història paral·lela. Més tard seria adaptada al manga, i publicat per l'editorial ASCII MediaWorks.

## Història
Fa un any, fou l'última vegada que es donà la notícia d'un gran albirament d'ovnis al Japó (aquest succeeix al final de l'OVA de la sèrie Onegai Teacher, quan la mare de Mizuho, desenganxa enfront de tot el món), para Maiku Kamishiro no és una mica rellevant, però durant les notícies reconeix en una entrevista als vilatjans, els paisatges de fons en el lloc de l'albirament, és la casa en la qual ell i la seua germana bessona, a qui mai ha vist, se suposa nasqueren i visqueren els mesos abans de ser donats en adopció per separat i que solament coneix per la foto en ambdós ixen banyant-se en una piscina. Per això s'independitza i es va a viure al poble de les muntanyes on va ser l'albirament, rendint la casa que va nàixer, estudiant i treballant com programador per a guanyar-se la vida.
Un dia, mentre va a escola, ajuda a una jove de la seua edat amb la qual un subjecte intenta passar-se. Eixa vesprada, mentre treballa en la seua casa criden a la porta, resulta ser la mateixa jove dita Miina Miyafuji, ella li mostra una còpia de la foto que ell posseeix, dient-li que també va veure el reportatge i que cerca a la seua família, malgrat tot Maiku està recelós, especialment pel fet que ella desitja quedar-se a viure amb ell, ja que no té un lloc per a tornar, i per això s'esforça a mostrar-se com algú útil. Aqueixa nit, novament copegen a la porta és una jove dita Karen Onodera, qui relata la mateixa història i mostra la seua respectiva còpia de la foto, igualment no té una llar i per la seua dolenta salut Maiku li permet a ella i a Miina quedar-se aqueixa nit en la seua casa.
Ara Maiku, Miina i Karen han de viure junts intentant descobrir qui és la germana de Maiku i qui no, ja que a poc a poc, s'aniran despertant sentiments en ells contra els quals barallaran abans de poder saber la veritat.